# Ljalja
La Ljalja (in russo Ляля?, nel corso superiore Poludennaja Ljalja, Полуденная Ляля) è un fiume degli Urali settentrionali, affluente di destra della Sos'va (bacino idrografico dell'Irtyš). Scorre nei distretti urbani della città di Novaja Ljalja e del villaggio di Сосьва nell'Oblast' di Sverdlovsk, in Russia.
È un fiume di taiga di montagna che scorre prevalentemente in direzione sud-orientale e poi orientale. Ha una lunghezza di 242 km, il suo bacino è di 7 430 km². Sfocia nella Sos'va a 203 km dalla foce. Il suo maggior affluente, da sinistra, è la Lobva (lungo 222 km).